# Aart van Asperen
Aart van Asperen (Utrecht, 16 augustus 1956) is een Nederlands regisseur.
Hij groeide op in Bilthoven en bezocht het Thorbecke Lyceum te Utrecht. Van 1974 tot 1978 studeerde hij natuurkunde aan de Universiteit Utrecht. Tijdens zijn studie was hij vrijwilliger bij de NVSH. Van 1992 tot 1996 deed hij de opleiding Docent Dramatische Vorming aan de Hogeschool voor de Kunsten te Utrecht.
Hij werkte als assistent regisseur van onder andere Guido Pieters bij de populaire ziekenhuisserie Medisch Centrum West. Later zou hij zelf zes afleveringen van de dramaserie De Winkel gaan regisseren. Later volgde vele afleveringen bij de Nederlandse soapseries Goede tijden, slechte tijden, Onderweg naar Morgen en Goudkust. Samen met GTST-collega's Annechien Braams, Jacco Brummel, Kaj Driessen en Joost van Poppel beklom Aart in 2004 de Alpe d'Huez voor het goede doel. Sinds september 2008 heeft hij zijn eigen bedrijf, RegieZaken.